# Jan Sýkora (japanolog)
Jan Sýkora (* 20. května 1961 Jihlava) je český japanolog, působící na Ústavu asijských studií Univerzity Karlovy.
Ve svém výzkumu se věnuje převážně socioekonomickým a intelektuálním dějinám Japonska jakož i problémům současné japonské společnosti.
V květnu roku 2022 obdržel Řád vycházejícího slunce se zlatými paprsky a rozetou.